# Marie-Claude Orosquette
Marie-Claude Orosquette (née en 1967) est une photographe française qui photographie le continent africain afin de pouvoir témoigner de la fragilité des écosystèmes et de la biodiversité[Interprétation personnelle ?].

## Expositions

### En 2010
- Exposition Les photographies de l'année 2010 les 27 et 28 mars 2010 à Alençon - " la vie en rose " .
- Exposition MIP Le mois international de la photo 2010  du 29 mai au 20 juin 2010 à Dol - " la vie en rose ".
- Exposition du 20e festival de l'Oiseau et de la Nature du 10 au 18 avril 2010 à Abbeville - Une photo exposée lors du festival.
- Exposition à Aigues mortes juillet 2010 Chapelle des capucins exposition - " la vie en rose ".
- Exposition collective des photographes de l'espoir au festival de la photo animalière et de nature de Montier en Der 2010.

### En 2011
- Exposition au Festival de l'oiseau et de la nature en baie de Somme (France) - " Aile est lumière "
- Exposition au 17e "Festival Nature Namur" à Namur (Belgique) - "Oiseaux des marais Africains"

### En 2013
- 2013 : Afrique : Terres de cœur, Paris